# Olene distinguenda
Olene distinguenda är en fjärilsart som beskrevs av Walker 1865. Olene distinguenda ingår i släktet Olene och familjen tofsspinnare. Inga underarter finns listade i Catalogue of Life.